# Tillandsia schunkei
Tillandsia schunkei är en gräsväxtart som beskrevs av Lyman Bradford Smith. Tillandsia schunkei ingår i släktet Tillandsia och familjen Bromeliaceae. Inga underarter finns listade i Catalogue of Life.